# Wilfred Noy
Wilfred Noy (24 de diciembre de 1883 – 29 de marzo de 1948) fue un director, actor, guionista y productor cinematográfico de nacionalidad británica, activo principalmente en la época del cine mudo. Dirigió un total de 89 filmes entre 1910 y 1936, actuando en 18 entre los años 1924 y 1939.

## Biografía
Nacido en South Kensington, Londres, Inglaterra, su nombre completo era Wilfred Noy Blumberg. En 1925 viajó a Estados Unidos para rodar The Lost Chord, una versión de un film que con el mismo título él había interpretado en 1917. Antes de volver al Reino Unido, Noy rodó varias películas estadounidenses en los años 1920.
Wilfre Noy falleció en Worthing, Inglaterra, en 1948.

## Filmografía seleccionada
- Lorna Doone (1912)
- King Charles (1913)
- The Heroine of Mons (1914)
- Old St. Paul's (1914)
- It's Always the Woman (1916)
- Asthore (1917)
- Castle of Dreams (1919)
- The Face at the Window (1920)
- The Temptation of Carlton Earle (1923)
- Rogues of the Turf (1923)
- Little Miss Nobody (1923)
- Paddy the Next Best Thing (1923)
- The Substitute Wife (1925)
- The Midnight Girl (1925)
- The Lost Chord (1925)
- Lilies of the Field (1930)
- Menace (1934)
- Well Done, Henry (1936)
- Annie Laurie (1936)
- Melody of My Heart (1937)